# بولنوار
أبو الأنوار، وتُقرأ محليا أبو الانوار، هي قرية مغربية تقع بالجنوب الشرقي لمدينة خريبكة سميت ببولنوار نسبة لرجل صالح اسمه بولنوار دفن بهذه القرية و له ضريح فيها . 
تسكن المدينة قبيلة أولاد إبراهيم الهلالية العربية كما تقطنها بعض قبائل الكفاف وعائلات مغربية قادمة من مناطق ثانية تشتغل بتعليم أو تعمل في قطاع الفوسفاط. تنتمي قرية بولنوار لإقليم خريبكة في الوسط الغربي للمملكة، وتضم 15043 نسمة (إحصاء 2024).
دواوير و احياء بولنوار:
اولاد يعلى
اولاد العاتي
المساعدة
دوار حمراد
دوار رقم2
صولحية
دواربني مسكين
شراقة
لوطيلات
حي 
الفوسفاط
البيتات
الكريدية
السبيت
حي ابن اديس
حي المنطلق